# Eskoriatza
Eskoriatza è un comune spagnolo di 3 925 abitanti situato nella comunità autonoma dei Paesi Baschi; a sud-ovest della provincia di Gipuzkoa, nella regione di Debagoiena. Si trova nella valle Leintz, circondato da montagne come Aitzorrotz e Kurtzebarri. Confina a nord e ad est con Aretxabaleta, a ovest con Aramaio, a sud con Leintz-Gatzaga e Arratzua-Ubarrundia. Il fiume Deba scorre nel centro del villaggio, nasce a Leintz-Gatzaga, passa per Eskoriatza e prosegue verso Aretxabaleta, fino a raggiungere Deba.